# Scalegill Beck
Der Scalegill Beck ist ein Wasserlauf im Lake District, Cumbria, England.
Der Scalegill Beck entsteht nördlich des Weilers Bewaldeth. Er fließt in westlicher Richtung, bis er östlich von Sunderland mit dem Black Beck und Bewaldeth Beck den Blumer Beck bildet.

## Quelle
- West Cumbria, Cockermouth & Wast Water (= Landranger Map. Band 89). Ordnance Survey, Southampton 2011, ISBN 978-0-319-23205-7.